# REF

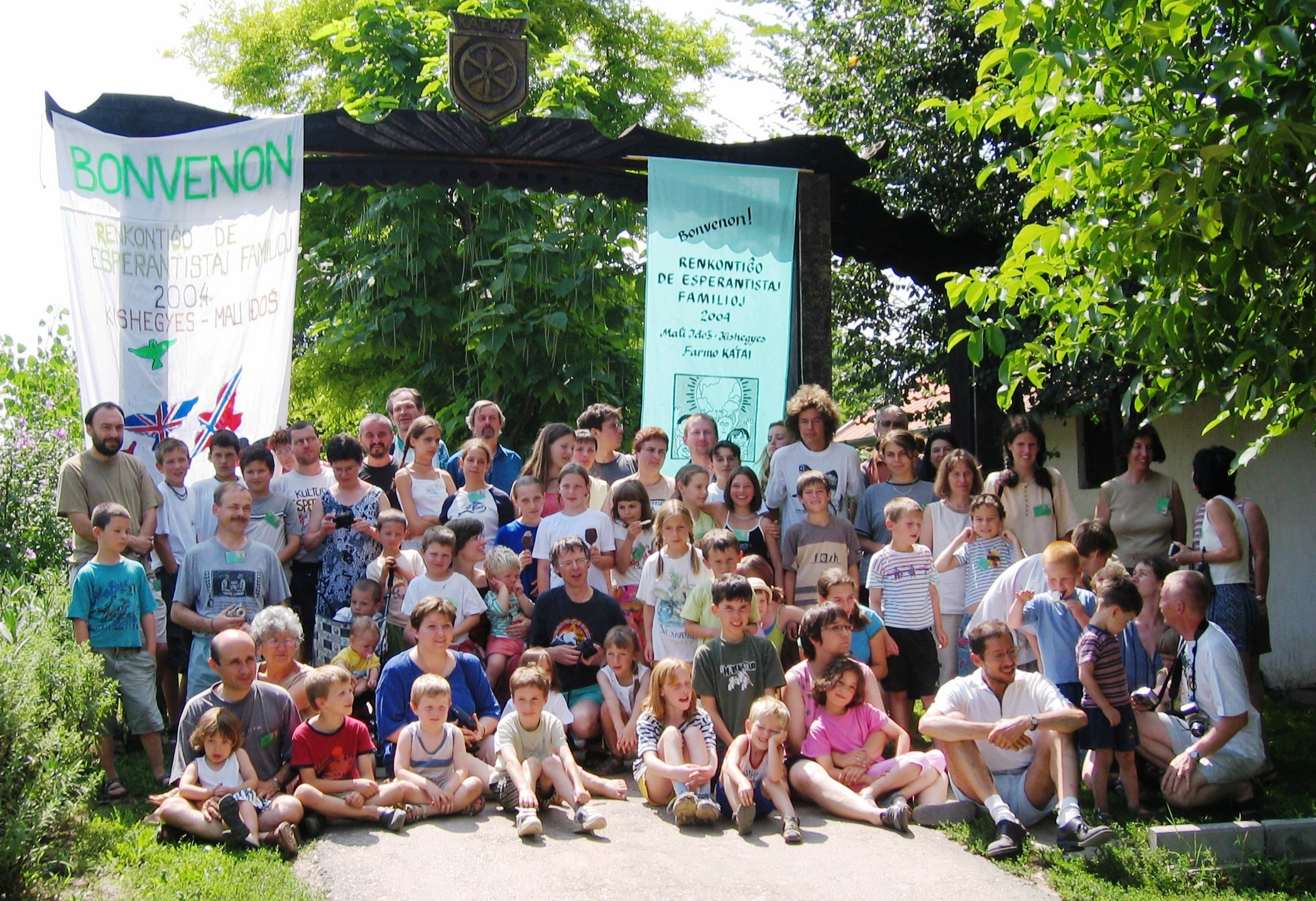

De REF - Renkontiĝo de Esperantistaj Familioj (Bijeenkomst van Esperantogezinnen) is een traditionele jaarlijkse internationale bijeenkomst van gezinnen met kinderen die actief of passief Esperanto gebruiken in het gezinsleven.
Het basisidee van de REF is dat het een gemeenschappelijke happening is voor alle gezinnen. Daarom nemen alle ouders actief deel aan het bedenken en realiseren van het programma. Dit uit zich niet alleen in het voorbereiden van de programma-onderdelen op zich, maar ook in de informele, persoonlijke communicatie met kinderen van andere ouders. Aan de ene kant horen de kinderen daardoor ook eens anderen dan hun eigen ouders Esperanto praten, en anderzijds voelen de kinderen zich thuis alsof ze zich in één grote familie bevinden met vele 'ooms en tantes'.
De REF door de jaren heen:
- 35e REF: 2013 in Kasteel Grésillon (Frankrijk)
- 34e REF: 2012 in Sayda (Duitsland)
- 33e REF: 2011 in Lesjöfors (Zweden)
- 32e REF: 2010 in Stara Sušica (Kroatië)
- 31e REF: 2009 in Mali Iđoš (Servië)
- 30e REF: 2008 in Kasteel Grésillon (Frankrijk)
- 29e REF: 2007 in Debrecen (Hongarije)
- 28e REF: 2006 in Pilský Mlýn bij Sedlice (Tsjechië)
- 27e REF: 2005 aan het Mokre-meer (Polen)
- 26e REF: 2004 in Mali Iđoš (Servië)
- 25e REF: 2003 in Kasteel Grésillon (Frankrijk)
- 24e REF: 2002 in Sikonda (Hongarije)
- 23e REF: 2001 in Savudrija (Kroatië)
- 22e REF: 2000 in Vác (Hongarije)
- 21e REF: 1999 in Kasteel Przytok (Polen)
- 20e REF: 1998 in Mosonmagyaróvár (Hongarije)
- 19e REF: 1997 in Savudria (Kroatië)
- 18e REF: 1996 in Bratislava (Slowakije)
- 17e REF: 1995 in Tata (Hongarije)
- 16e REF: 1994 in Maribor (Slovenië)
- 15e REF: 1993 in Sümeg (Hongarije)
- 14e REF: 1992 in Oriszentpéter (Hongarije)
- 13e REF: 1991 in Oriszentpéter (Hongarije)
- 12e REF: 1990 in Slovaka Paradizo (Slowakije)
- 11e REF: 1989 in Győr (Hongarije)
- 10e REF: 1988 in Szentgotthárd (Hongarije)
- 9e REF: 1987 in Oriszentpéter (Hongarije)
- 8e REF: 1986 in Zagornik (Polen)
- 7e REF: 1985 in Pag (Kroatië)
- 6e REF: 1984 in Veszprém (Hongarije)
- 5e REF: 1983 in Sümeg (Hongarije)
- 4e REF: 1982 in Augusztin-tanya (Hongarije)
- 3e REF: 1981 in Žilina (Slowakije)
- Extra REF 1981 in Pápa (Hongarije)
- 2e REF: 1980 in Szombathely (Hongarije)
- 1e REF: 1979 in Hódmezővásárhely (Hongarije)